# Zheng Bin
Zheng Bin (鄭斌T, 郑斌S, Zhèng BīnP; Wuhan, 4 luglio 1977) è un allenatore di calcio ed ex calciatore cinese, di ruolo difensore.

## Palmarès

### Giocatore

#### Competizioni nazionali
- Campionato cinese: 1

Shenzhen: 2004